# Станіславчик (Білоцерківський район)
Станісла́вчик — село в Україні, у Білоцерківському районі Київської області, у складі Ставищенської селищної громади. Розташоване на обох берегах річки Красилівка (притока Гнилого Тікичу) за 18 км на південний схід від селища Ставище. Населення становить 748 осіб.

## Галерея

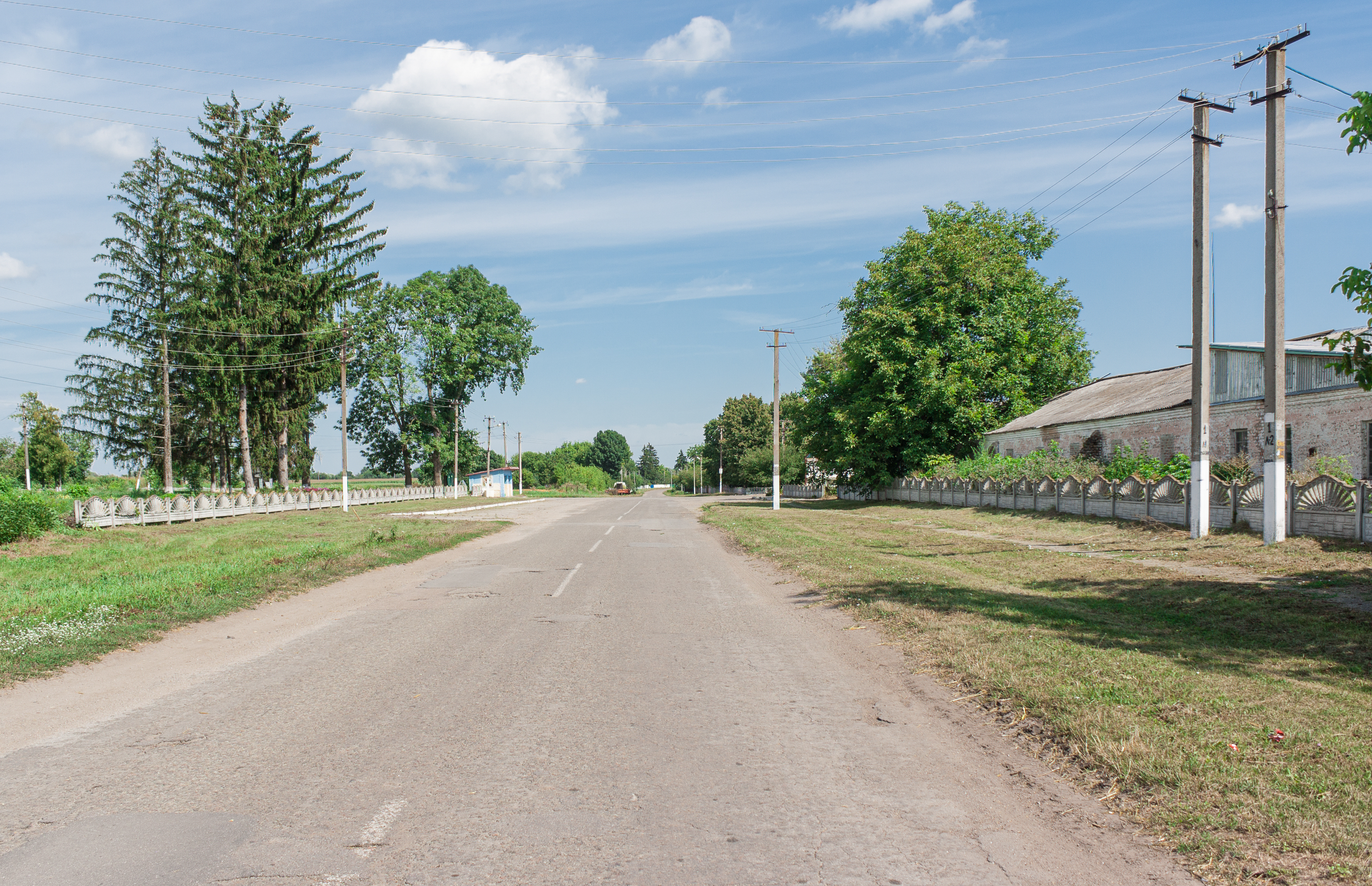
Вулиця Садова
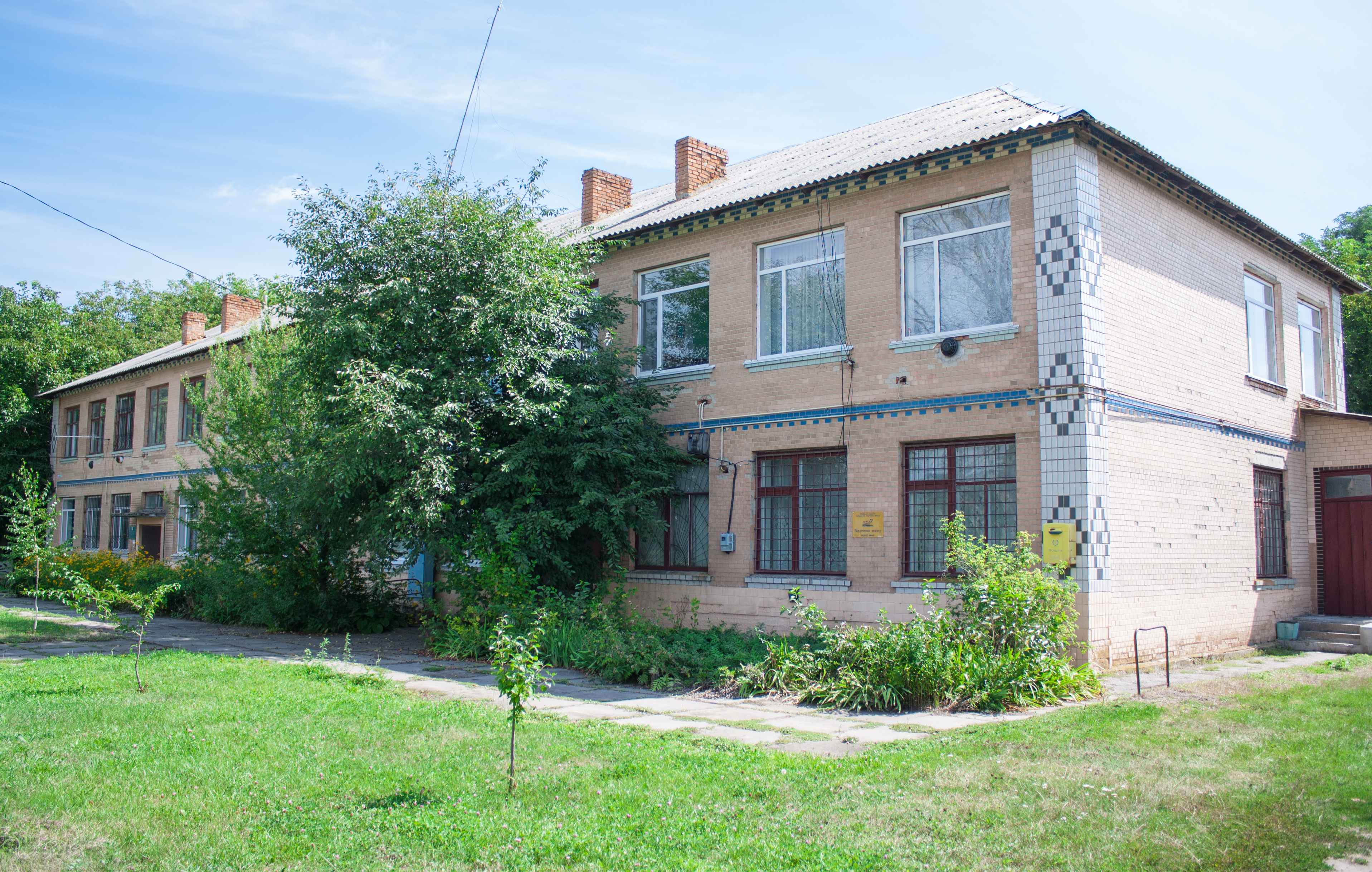
Сільська рада і ФАП
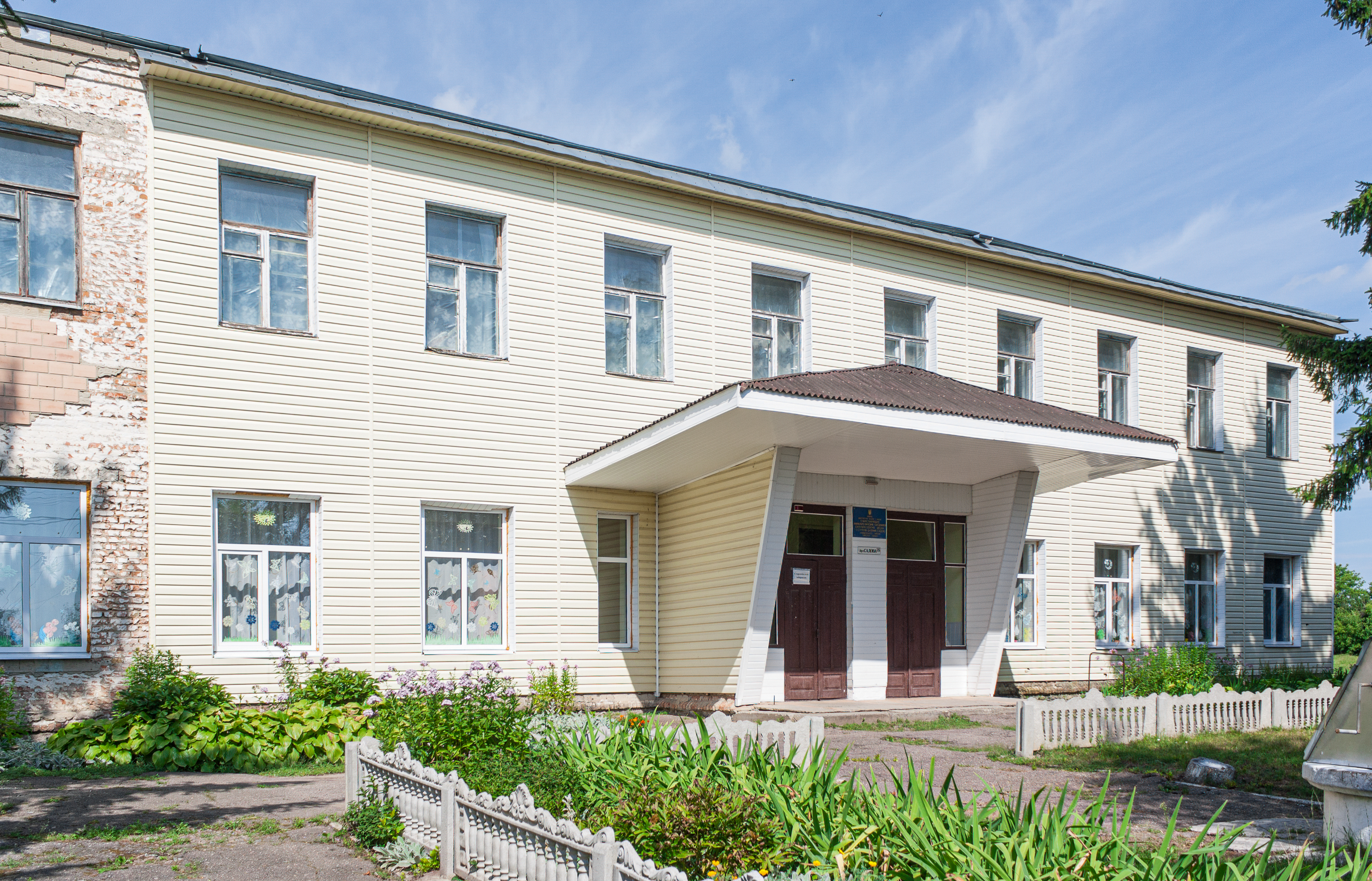
Школа
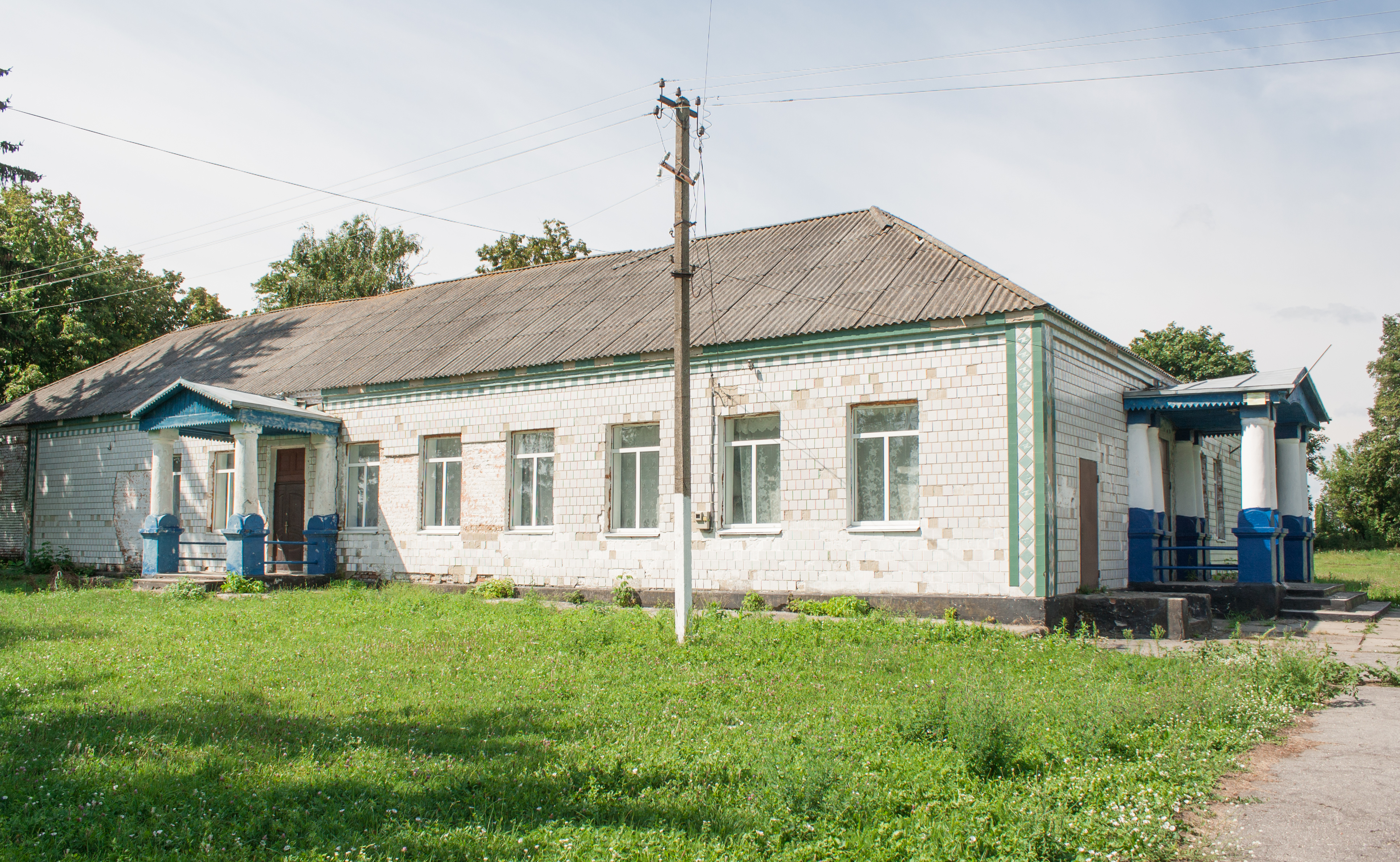
Будинок культури
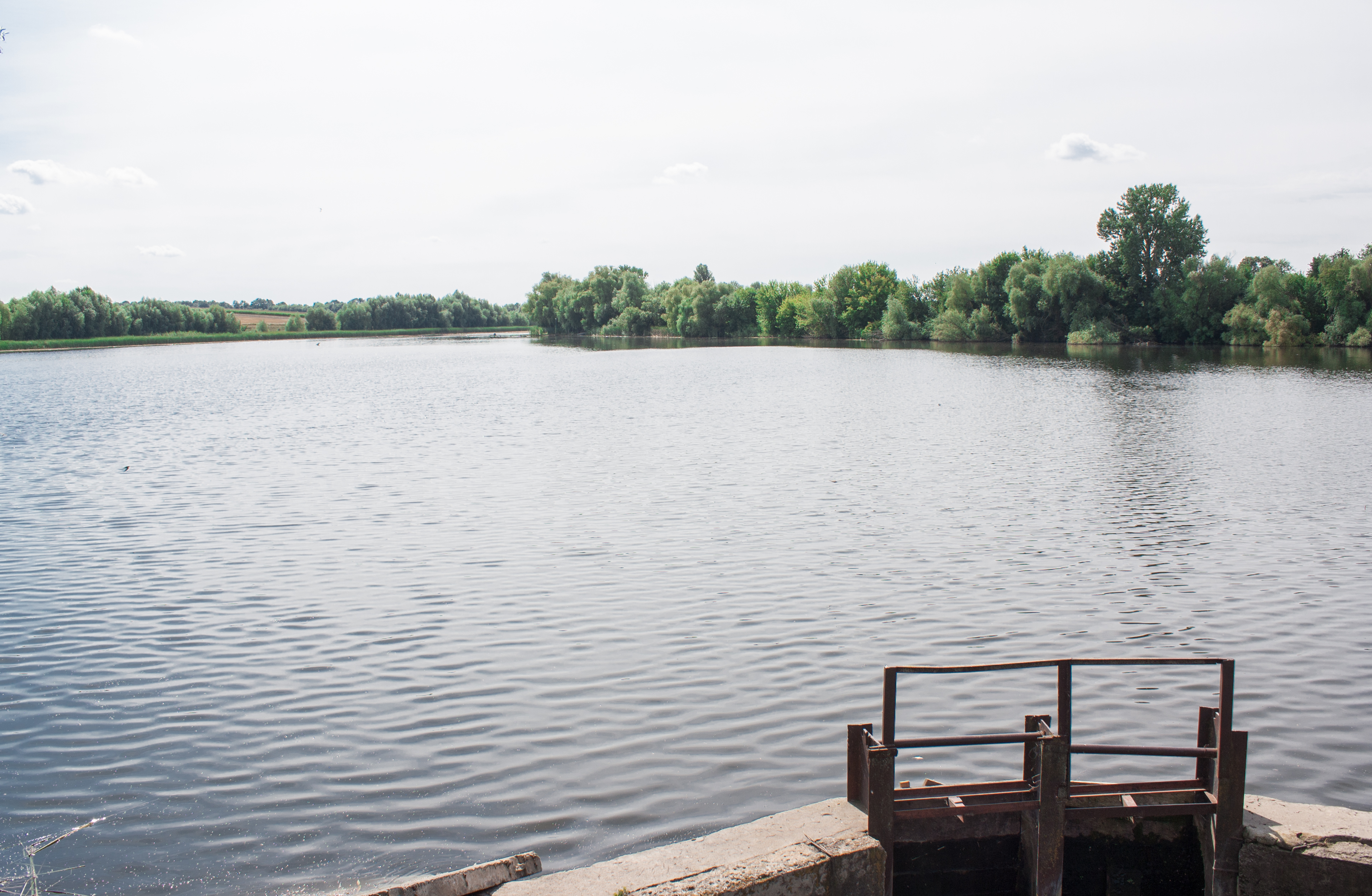
Ставок
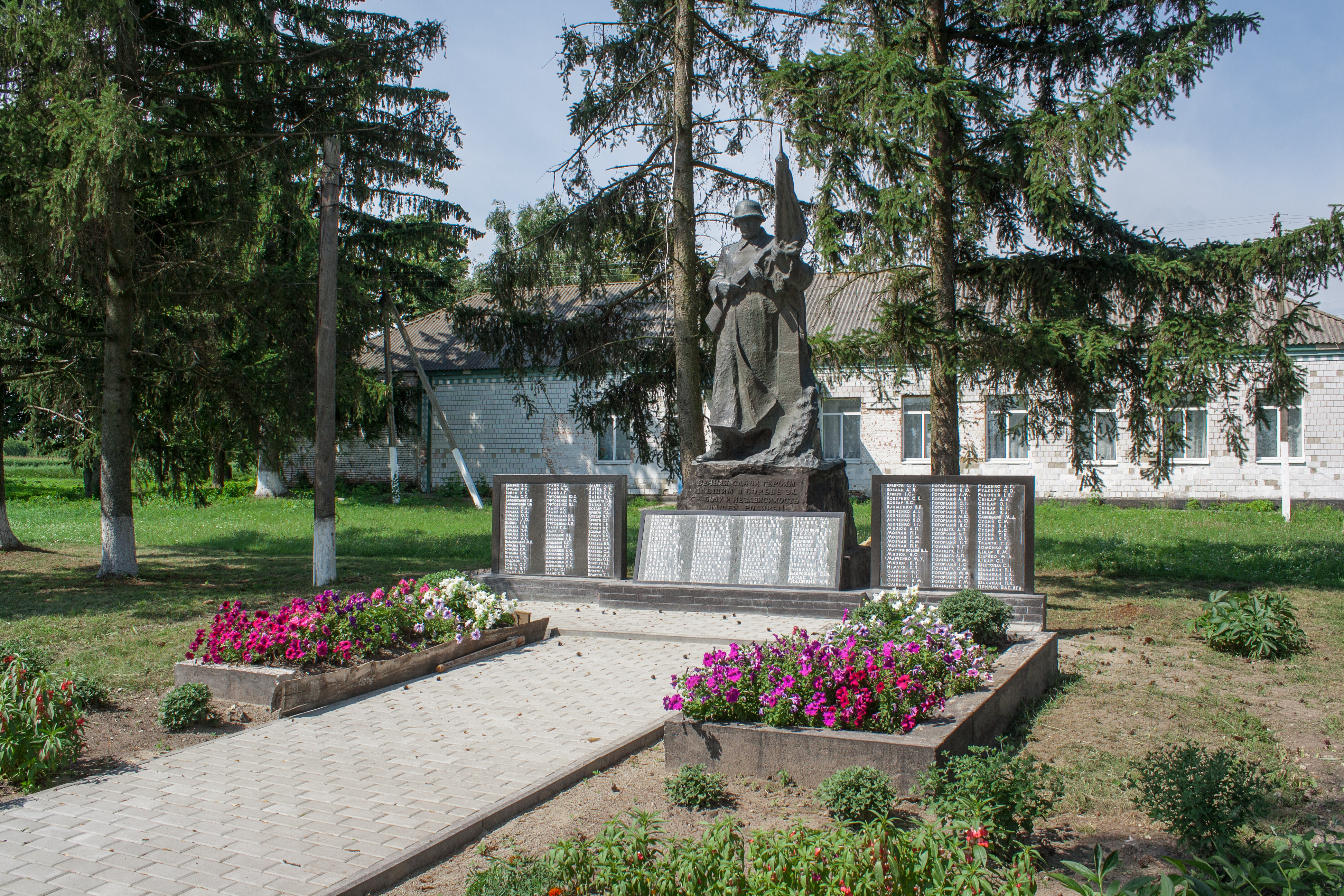
Пам'ятник воїнам–односельцям

## Історія
Станіславчик, давня назва — Братчикова Гребля, яку село отримало ймовірно тому, що тут був заснований на початку XVIII ст. хутір невідомим чоловіком на ім'я Братчик, що був почесним прихожанином Ставищенської церкви, і який  збудував на річці Красючці (Красилівці) греблю. Іншу назву "присвоєно" якимось шляхтичем Станіславом з невідомим прізвищем, який поселився з часом біля Братчика. При збільшенні населення, обидва хутори об'єднались в одне поселення.
Ґрунт чорнозем вищого ґатунку. Ліси знищені.
На полях довкола села розкидано декілька давніх могил. Деякі з них з цікавості розкопали мимохідні війська, і за словами місцевих жителів, а не військових, в них було знайдено різну зброю турецької роботи і людські кістки.
Жителі села брали активну участь у Київській козаччині. Час від часу на території села знаходили козацьку зброю та речі. Російські карателі вчинили жорстоку розправу над селянами.
На 1864 рік в східній частині села (Братчикова Гребля) в основному жили селяни, а в західній (Станіславчик) — шляхта. Православних — 946, латинян — 61, польської шляхти — 200. В селі знаходились обширный владельческий фольварокъ, в якому постійно знаходився хліб різних сортів в скиртах до 40,000 коп. Винокурня збудована в 1818, а в 1842 році перебудована, з будівництвом кам'яних побудов.
Церква дерев'яна, в ім'я Різдва пресвятої Богородиці; збудована в 1770 році, силами прихожан і завдяки додатковим коштам шляхтянки Катерини Жураковської, для внутрішнього оздоблення. Благодійниця була похована при вході в церкву, на місці, позначеному кам'яним хрестом. Згодом церква розпоширена і оправлена 1841—1851 року, при священику Павлу Левицькому, поступившому в монастир. За штатом вона знаходиться в 6-му класі; землі має вказану пропорцію.
З 1917 — у складі УНР. Після окупації села російськими комуністами, останні організували 1932 року Голодомор. Жертвами стали переважно старі та діти.
На 1971 рік населення становить 1517 чоловік. У Станіславчику містився колгосп ім. Калініна, земельні угіддя якого становили 2055 га, в тому числі орної землі — 1923 га. Основний напрям господарства — вирощування зернових культур і м'ясо-молочне тваринництво. Розвинуте рибне господарство (є два ставки площею 90 га). За трудові успіхи урядових нагород удостоєно 9 колгоспників. У селі були середня школа, бібліотека, клуб, пологовий будинок.

## Відомі люди
В селі народився знаменитий шахіст та шаховий теоретик Боголюбов Юхим Дмитрович.